# Siergiej Buturlin

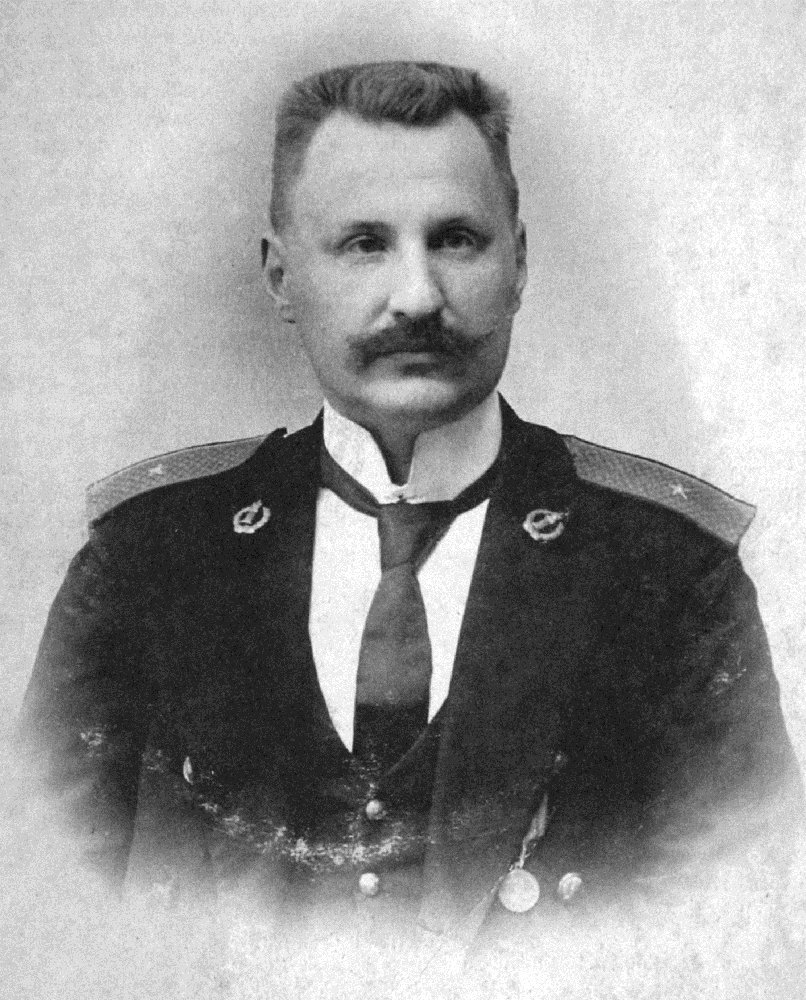
Siergiej Aleksandrowicz Buturlin (1872–1938)

Siergiej Aleksandrowicz Buturlin (ros. Сергей Александрович Бутурлин; ur. 22 września 1872 w Montreux, zm. 22 stycznia 1938 w Moskwie) – rosyjski ornitolog.
Buturlin był potomkiem jednej z najstarszych rosyjskich rodzin szlacheckich, większość swego życia spędził w Rosji. Chodził do szkoły w Simbirsku (obecnie Uljanowsk) i studiował prawoznawstwo w St. Petersburgu, ale jego zainteresowanie naturą było tak silne, że przez większość swojego czasu kolekcjonował okazy zoologiczne w całej Rosji, w tym na Syberii i opisywał rezultaty tych obserwacji. Do 1892 pracował w regionie Wołgi i regionie bałtyckim; od 1900 do 1902 przebywał na wyspach Kołgujew i Nowa Ziemia. Pomiędzy 1904 a 1906 brał udział w ekspedycji nad Kołymę na Syberii, a w 1909 badał Ałtaj. Ostatnią wyprawę podjął w 1925 - na Półwysep Czukocki.
Buturlin napisał wiele dzieł opisujących taksonomię i rozmieszczenie ptaków palearktycznych. Jego przykładowe prace to:
- The Birds of the Kolguyev Island and Novaya Zemlya and the lower part of the Darna (1901)
- The Birds of the Simbirsk Government (1906)
- The Birds of the Yenisseisk District (1911, współautor Arkadij Tugarinow)
- Seria rękopisów o ptakach Dalekiego Wschodu (1909–1917)
- Complete Synopsis of the Birds of the USSR, w trzech tomach
- Artykuł o odkrytych przez niego miejscach gniazdowania mew różowych, Rhodostethia rosea w północnowschodniej Syberii

W 1918 zaczął pracować dla muzeum zoologicznego przy Uniwersytecie Moskiewskim, a w 1924 oddał mu swą kolekcję okazów palearktycznych ptaków.
W 1906 Buturlin został członkiem British Ornithologists' Union, a w 1907 korespondencyjnym członkiem American Ornithologists’ Union. Był rosyjskim pionierem w studiach nad różnorodnością gatunków i opisał ponad 200 nowych gatunków ptaków.

## Prace
- Кулики Российской Империи. Дружинина, Tuła 1902.
- On the breeding-habits of the rosy gull and the pectoral sandpiper. Londyn 1907.
- Систематические заметки о птицах Северного Кавказа. Machaczkała 1929.
- Определитель промысловых птиц. Советская Азия, Moskwa 1933.
- Полный определитель птиц СССР. КИОЦ, Moskwa 1934–1941.
- Что и как наблюдать в жизни птиц. 1934.
- Трубконозые птицы. КИОЦ, Moskwa 1936.
- Дробовое ружье. 1937.
- Птицы. Moskwa 1940.